# 護山神社
金幣社　護山神社（もりやまじんじゃ）は、岐阜県中津川市にある神社。同市付知町に本社、同市加子母の国有林内に奥社が鎮座する。
木曽山（美濃山）鎮護の守護神。木曽山林の総鎮守。付知町・加子母の総産土神。

## 御祭神
- 主神
  - 大山祇命（おおやまつみのみこと）…山神
  - 句句廼馳命（くくのちのみこと）…木祖
  - 草野姫命（かやのひめのみこと）…草祖
- 配神
  - 武甕槌命（たけみかづちのみこと）…鹿島神
  - 経津主命（ふつぬしのみこと）…香取神

## 例祭
- 奥社祭…4月20日
- 試楽祭…例祭前日
- 例祭（付知町春季例大祭）…4月第4日曜日

## 特殊神事
- 古祠焼納祭（こししょうのうさい）…5月3日
- 麦初穂祭（むぎはつほさい）…7月第3日曜日

## 御由緒
天保9年（1838年）江戸城・西の丸が焼失し、再建のため裏木曽・木曽山中より御用材を大量伐採した。
伐採当初より山中で山鳴り・山火事等の怪奇現象が続出し、江戸城・大奥にまで怪奇現象が発生した。数々の怪奇現象は山神の祟りによるものとした江戸幕府は、即刻伐採した全ての切株に注連縄を張り巡らし、山神慰藉の祭典を執り行わせた。
天保11年（1840年）、第12代将軍・徳川家慶の霊山（木曽山）鎮護を趣旨とする台命により奥社が創建された。さらに祭典・参拝の利便を図り、
天保14年（1843年）に本社が創建された。奥社・本社創建に関わる現場の指揮と、創建後の神社経営は、木曽山林を管轄する尾張藩に託された。以来、尾張藩の祈願社・木曽林政の象徴として歴代藩主の崇敬篤く、当時は尾張十社の一つに数えられた。
明治維新後、御料林（皇室所有の森林）・神宮御造営材備林（神宮備林）の守護神として帝室林野局から崇敬された。
明治6年（1873年）付知村・加子母村を氏子区域として郷社に列格され
大正12年（1923年）に岐阜県の県社に昇格した。
昭和33年（1958年）、岐阜県神社庁より金幣社に指定され、現在に到る。

## 概略
- 天保9年（1838年）、焼失した江戸城・西の丸御殿再建の為に裏木曽・木曽山中より大量伐採。それに対する山神の祟りを鎮める為、幕府は全ての切株に注連縄を張り巡らし山神慰藉の祭典を執行。
- 天保11年（1840年）、奥社創建。幕府出資、尾張藩（第12代・尾張藩主徳川斉荘）監督。
- 天保14年（1843年）、本社創建。幕府出資、尾張藩監督。以降、神社経営は幕府から尾張藩に託される。
- 明治6年（1873年）、郷社（氏子区域：付知村・加子母村）列格。
- 明治39年（1906年）、帝室林野局により木曽御料林内に、神宮備林が設置される。 護山神社は官民より御料林・神宮備林鎮護の守護神として崇敬される。
- 大正12年（1923年）、県社（岐阜県）昇格。
- 昭和33年（1958年）、金幣社（岐阜県神社庁『献幣使参向に関する規定』）列格。

## 文化財
岐阜県指定重要無形民俗文化財
- 木遣音頭[1]

中津川市指定天然記念物
- 井出之小路の木曽大ヒノキの標本[2]

## その他
- 神宮（伊勢神宮）の神宮式年遷宮裏木曽御用材伐採式の後、御樋代木奉曳式（岐阜県経由）の出発地として護山神社にて御神木祭が執り行われる。